# Leioproctus erithrogaster
Leioproctus erithrogaster är en biart som beskrevs av Toro 1970. Leioproctus erithrogaster ingår i släktet Leioproctus och familjen korttungebin. Inga underarter finns listade i Catalogue of Life.